# Düdul Dordže
Düdul Dordže (1733 – 1797) byl 13. karmapa školy Karma Kagjü, jedné ze škol tibetského buddhismu.
Narodil se v městě Čhampa Dongsar. V raném věku byl rozpoznán jako inkarnace předchozího karmapy Čangčhub Dordžeho. Obdržel vzděláni školy Kagjüpa i Ňingmapa. Když mu bylo 31 let, stal se hlavou své školy. Proslul svou láskou ke zvířatům.